# Harold Hassall
Harold Hassall (Bolton, 4 de marzo de 1929 - ibídem, 30 de enero de 2015) fue un entrenador y futbolista británico que jugaba en la demarcación de delantero.

## Biografía
Debutó como futbolista en 1948 con el Huddersfield Town FC tras haberse formado en el Broughton Astley FC. Jugó en el club durante cuatro años, hasta que en 1952 fue traspasado al Bolton Wanderers FC. Con el club llegó a disputar la final de la FA Cup de 1953, perdiendo por 4-3 contra el Blackpool FC. Finalmente, en 1955, tuvo que retirarse tras una grave lesión en la rodilla. Posteriormente, en 1969, la selección de fútbol de Malasia le contrató como seleccionador del combinado hasta 1970.
Falleció el 30 de enero de 2015 en Bolton a los 85 años de edad.

## Selección nacional
Jugó un total de cinco partidos con la selección de fútbol de Inglaterra. Debutó en un partido del British Home Championship contra Escocia el 14 de abril de 1951, donde además anotó un gol. Su quinto y último partido con el combinado se disputó el 11 de noviembre de 1953 contra Irlanda del Norte en un partido de clasificación para la Copa Mundial de Fútbol de 1954, donde además marcó un doblete.

## Clubes

### Como futbolista
| Club                 | País       | Año         | Partidos | Goles |
| -------------------- | ---------- | ----------- | -------- | ----- |
| Huddersfield Town FC | Inglaterra | 1948 - 1952 | 74       | 26    |
| Bolton Wanderers FC  | Inglaterra | 1952 - 1955 | 102      | 34    |

### Como entrenador
| Club                           | País    | Año         |
| ------------------------------ | ------- | ----------- |
| Selección de fútbol de Malasia | Malasia | 1969 - 1970 |